# Mareen Krähová

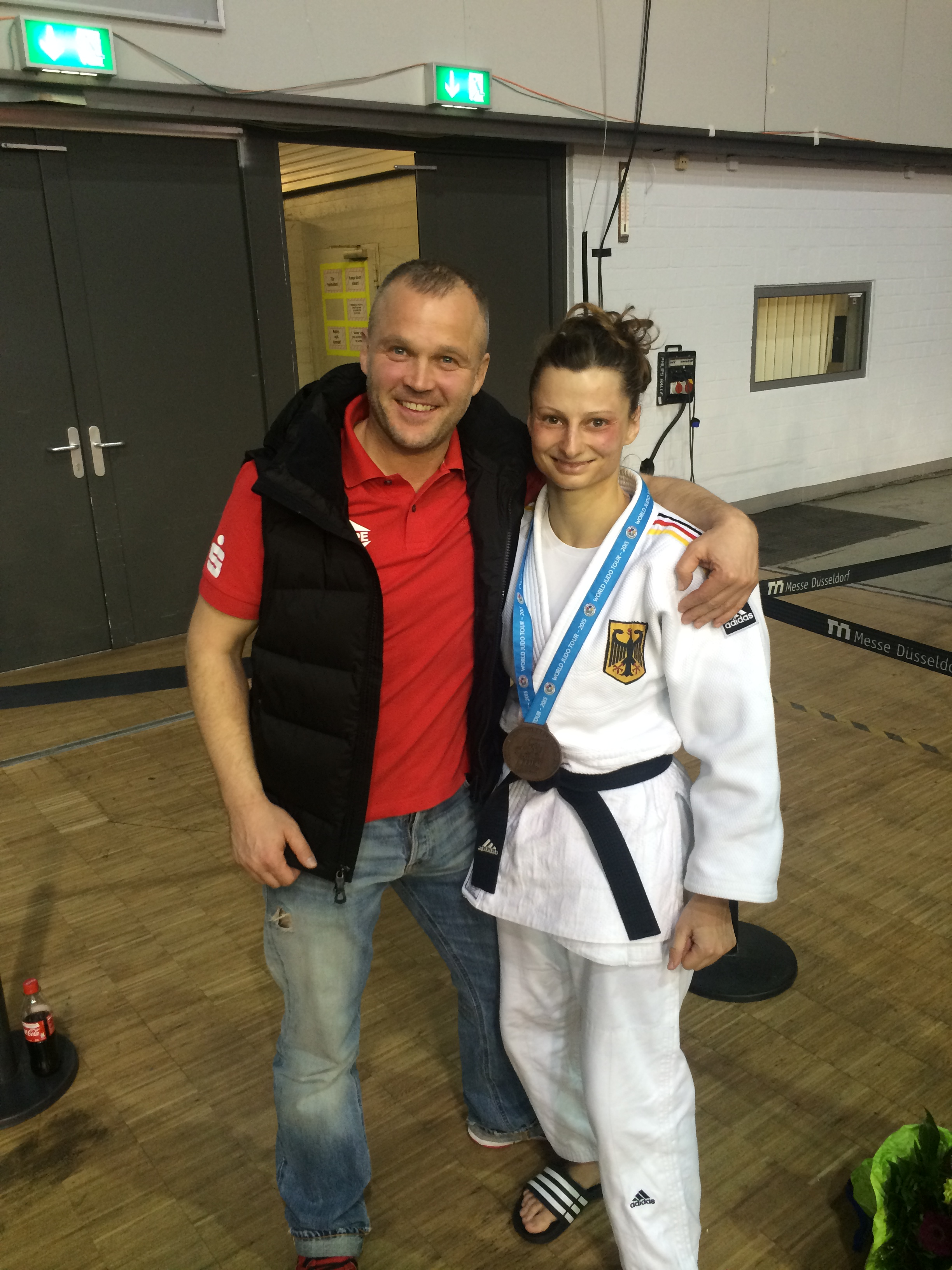
Mareen Kräh (2015)

Mareen Krähová (anglicky Mareen Kraeh), (* 28. ledna 1984 v Sprembergu, Německá demokratická republika) je německá zápasnice – judistka.

## Sportovní kariéra
S judem začínala v 9 letech v Sprembergu pod vedením Dirka Meyera a postupně prošla rukama celé řadě judistických osobností bývalého východního Německa – Karl-Heinz Lehmann, Dietmar Hötger, Frank Borkowski a další. V reprezentaci spolupracuje s Michaelem Baszynskim. V roce 2005 zaujala místo reprezentační jedničky v pololehké váze po Raffaelly Imbrianiové, ale do dvou let jí z této pozice sesadila ambiciózní Romy Tarangulová. V roce 2008 s Tarangulovou prohrála nominaci na olympijské hry v Pekingu. V roce 2012 se na olympijské hry v Londýně nekvalifikovala. V roce 2016 se jí po dvanáctileté vrcholové sportovní kariéře podařilo kvalifikovat na své první olympijské hry v Riu, ale naději na olympijskou medaili jí vzala ve druhém kole Italka Odette Giuffridaová na yuko.

### Vítězství
- 2008 - 1x světový pohár (Rotterdam)
- 2011 - 1x světový pohár (Madrid)
- 2013 - 1x světový pohár (Rijeka)
- 2015 - 1x světový pohár (Budapešť)
- 2016 - 1x světový pohár (Havana)

## Výsledky
| Turnaj             | 2002 | 2003           | 2004           | 2005           | 2006           | 2007           | 2008           | 2009           | 2010           | 2011           | 2012           | 2013           | 2014           | 2015           | 2016           |
| Turnaj             | 18   | 19             | 20             | 21             | 22             | 23             | 24             | 25             | 26             | 27             | 28             | 29             | 30             | 31             | 32             |
| Turnaj             |      | pololehká váha | pololehká váha | pololehká váha | pololehká váha | pololehká váha | pololehká váha | pololehká váha | pololehká váha | pololehká váha | pololehká váha | pololehká váha | pololehká váha | pololehká váha | pololehká váha |
| ------------------ | ---- | -------------- | -------------- | -------------- | -------------- | -------------- | -------------- | -------------- | -------------- | -------------- | -------------- | -------------- | -------------- | -------------- | -------------- |
| Olympijské hry     |      |                | —              |                |                |                | —              |                |                |                | —              |                |                |                | úč.            |
| Mistrovství světa  |      | —              |                | úč.            |                | —              |                | —              | —              | úč.            |                | 3.             | 7.             | úč.            |                |
| Evropské hry       |      |                |                |                |                |                |                |                |                |                |                |                |                | 3.             |                |
| Mistrovství Evropy | —    | —              | —              | úč.            | 3.             | —              | —              | úč.            | 5.             | úč.            | 3.             | 5.             | 5.             | 3.             | úč.            |
| MS juniorů         | 7.   |                |                |                |                |                |                |                |                |                |                |                |                |                |                |
| ME juniorů         | —    | 2.             |                |                |                |                |                |                |                |                |                |                |                |                |                |